# Wahlkreis Zwickau I
Der Wahlkreis Zwickau I war ein Landtagswahlkreis zur Landtagswahl in Sachsen 1990, der ersten Landtagswahl nach der Wiedergründung des Landes Sachsen. Er hatte die Wahlkreisnummer 74. Für die Landtagswahlen 1994 wurde auch infolge der Kreisreform die Wahlkreisstruktur verändert, zudem wurde die Zahl der Wahlkreise von 80 auf 60 verringert. Das Gebiet des Wahlkreises Zwickau I wurde Teil des Wahlkreises Zwickau.
Das Wahlkreisgebiet umfasste den westlichen Teil der Stadt mit den Stimmbezirken 011 bis 154.

## Ergebnisse
Die Landtagswahl 1990 fand am 14. Oktober 1990 statt und hatte folgendes Ergebnis für den Wahlkreis Zwickau I:
| Direktkandidat  | Partei (Kürzel) | Erststimmen (%) | Zweitstimmen (%) |
| --------------- | --------------- | --------------- | ---------------- |
|                 | DA              | -               | 00,4             |
| Thomas Pietzsch | CDU             | 51,2            | 53,4             |
|                 | Chr. L          | -               | 00,3             |
|                 | DBU             | -               | 00,3             |
|                 | DSU             | 03,0            | 02,1             |
|                 | F.D.P.          | 06,5            | 05,3             |
|                 | LL-PDS          | 12,2            | 11,3             |
|                 | NPD             | -               | 00,7             |
|                 | FORUM           | 08,1            | 05,9             |
|                 | RAP             | -               | 00,1             |
|                 | SHB             | -               | 00,1             |
|                 | SPD             | 19,1            | 20,2             |

Es waren 43.284 Personen wahlberechtigt. Die Wahlbeteiligung lag bei 71,1 %. Von den abgegebenen Stimmen waren 2,1 % ungültig. Als Direktkandidat wurde Thomas Pietzsch (CDU) mit 51,2 % aller gültigen Stimmen gewählt.